# سیارک ۸۹۳
سیارک ۸۹۳ (به انگلیسی: 893 Leopoldina، نامگذاری:1918DS) هشتصد و نود و سومین سیارک کشف شده‌است که در ۳۱ مه ۱۹۱۸ و در هایدلبرگ کشف شد.
قدر مطلق سیارک برابر ۹٫۴۷ است.